# Якоб III фон дер Асебург
Якоб III фон дер Асебург (на немски: Jakob III. von der Asseburg; * ок. 1468; † сл. 1507) е благородник от рицарския род фон дер Асебург в Северен Рейн-Вестфалия.
Той е син на Дитрих фон дер Асебург († 1497) и първата му съпруга Анна фон Щьокхайм (* ок. 1436 † сл. 1484), дъщеря на Зегебанд фон Щьокхайм († сл. 1467) и Фредеке фон Щайнберг (* ок. 1408). Баща му се жени втори път 1481/1486 г. с Аделе фон Хакстхаузен († сл. 1492/1495), дъщеря на Готшалк фон Хакстхаузен 'Умния' († сл. 1482) и Илза фон Каленберг.

## Фамилия
Якоб III фон дер Асебург се жени пр. 2 февруари 1499 г. за Еулалия (Олеке) фон Вестфален (* ок. 1465; † 1511), дъщеря на Хайнрих IX фон Вестфален (1440 – 1513) и Олека фон Папенхайм (* ок. 1441). Те имат 6 деца, между тях:
- Анна фон дер Асебург († 5 март 1555), омъжена за Свен фон Щайнберг († 31 декември 1575)
- Якоба фон дер Асебург (* 1507; † 1 юли 1570), омъжена 1527 г. за Буркхард XVIII фон Залдерн (* 1483; † 29 септември 1550)